# Atletica leggera alla XXX Universiade
Le gare di atletica leggera della XXX Universiade si sono disputate dall'8 al 13 luglio allo Stadio San Paolo di Napoli, in Italia.

## Calendario
| Data                   | 8 | 8 | 9 | 9    | 10 | 10 | 11 | 11   | 12 | 12   | 13 | 13 |
| Evento                 |   |   |   |      |    |    |    |      |    |      |    |    |
| ---------------------- | - | - | - | ---- | -- | -- | -- | ---- | -- | ---- | -- | -- |
| 100 m                  | P | B |   | SF F |    |    |    |      |    |      |    |    |
| 200 m                  |   |   |   |      | B  |    |    | SF F |    |      |    |    |
| 400 m                  | B |   |   | SF   |    | F  |    |      |    |      |    |    |
| 800 m                  |   |   |   |      |    |    | B  |      |    | SF   |    | F  |
| 1 500 m                |   | B |   |      |    | F  |    |      |    |      |    |    |
| 5 000 m                |   |   |   |      |    |    |    | B    |    |      |    | F  |
| 10 000 m               |   |   |   | F    |    |    |    |      |    |      |    |    |
| 110 m hs               |   |   |   |      |    |    | B  |      |    | SF F |    |    |
| 400 m hs               |   |   | B |      | SF |    |    | F    |    |      |    |    |
| 3 000 m siepi          |   |   | B |      |    |    |    |      |    | F    |    |    |
| Mezza maratona         |   |   |   |      |    |    |    |      |    |      | F  |    |
| Marcia 20 km           |   |   |   |      |    |    |    |      | F  |      |    |    |
| Salto in alto          |   | Q |   |      |    | F  |    |      |    |      |    |    |
| Salto con l'asta       |   |   |   |      | Q  |    |    |      |    | F    |    |    |
| Salto in lungo         |   |   |   |      |    |    |    |      | Q  |      |    | F  |
| Salto triplo           | Q |   |   |      |    | F  |    |      |    |      |    |    |
| Getto del peso         | Q | F |   |      |    |    |    |      |    |      |    |    |
| Lancio del disco       |   |   |   |      |    |    | Q  |      |    |      |    | F  |
| Lancio del martello    | Q |   |   | F    |    |    |    |      |    |      |    |    |
| Lancio del giavellotto |   |   | Q |      |    |    |    | F    |    |      |    |    |
| Decathlon              |   |   | F | F    | F  | F  |    |      |    |      |    |    |
| 4×100 m                |   |   |   |      |    |    |    |      | B  |      |    | F  |
| 4×400 m                |   |   |   |      |    |    |    |      |    | B    |    | F  |

| P | Batterie preliminari | B | Batterie | Q | Qualificazioni | SF | Semifinali | F | Finale |

| Data                   | 8 | 8 | 9 | 9    | 10 | 10 | 11 | 11   | 12 | 12 | 13 | 13 |
| Evento                 |   |   |   |      |    |    |    |      |    |    |    |    |
| ---------------------- | - | - | - | ---- | -- | -- | -- | ---- | -- | -- | -- | -- |
| 100 m                  | P | B |   | SF F |    |    |    |      |    |    |    |    |
| 200 m                  |   |   |   |      | B  |    |    | SF F |    |    |    |    |
| 400 m                  | B |   |   | SF   |    | F  |    |      |    |    |    |    |
| 800 m                  |   | B |   | SF   |    | F  |    |      |    |    |    |    |
| 1 500 m                |   |   |   |      |    |    | B  |      |    |    |    | F  |
| 5 000 m                |   |   |   |      |    | B  |    |      |    | F  |    |    |
| 10 000 m               |   | F |   |      |    |    |    |      |    |    |    |    |
| 100 m hs               |   |   |   |      | B  |    |    | SF F |    |    |    |    |
| 400 m hs               |   | B |   | SF   |    | F  |    |      |    |    |    |    |
| 3 000 m siepi          |   |   |   |      |    |    |    | F    |    |    |    |    |
| Mezza maratona         |   |   |   |      |    |    |    |      |    |    | F  |    |
| Marcia 20 km           |   |   |   |      |    |    |    |      | F  |    |    |    |
| Salto in alto          |   |   |   |      |    |    | Q  |      |    |    |    | F  |
| Salto con l'asta       |   |   | Q |      |    |    |    | F    |    |    |    |    |
| Salto in lungo         |   | Q |   | F    |    |    |    |      |    |    |    |    |
| Salto triplo           |   |   |   |      | Q  |    |    |      |    | F  |    |    |
| Getto del peso         |   |   |   |      |    |    | Q  | F    |    |    |    |    |
| Lancio del disco       | Q |   |   | F    |    |    |    |      |    |    |    |    |
| Lancio del martello    |   |   |   |      | Q  |    |    |      |    | F  |    |    |
| Lancio del giavellotto |   | Q |   |      |    | F  |    |      |    |    |    |    |
| Eptathlon              |   |   |   |      |    |    | F  | F    | F  | F  |    |    |
| 4×100 m                |   |   |   |      |    |    |    |      | B  |    |    | F  |
| 4×400 m                |   |   |   |      |    |    |    |      |    | B  |    | F  |

## Podi

### Uomini
| Specialità | Oro                                                                            | Risultato | Argento                                                                 | Risultato | Bronzo                                                                | Risultato              |
| --- | ------------------------------------------------------------------------------ | --------- | ----------------------------------------------------------------------- | --------- | --------------------------------------------------------------------- | ---------------------- |
| 100 m piani (dettagli) | Paulo André Camilo de Oliveira                                                 | 10"09     | Chederick van Wyk                                                       | 10"23     | Rodrigo do Nascimento                                                 | 10"32                  |
| 200 m piani (dettagli) | Paulo André Camilo de Oliveira                                                 | 20"28     | Chederick van Wyk                                                       | 20"44     | Marcus Lawler                                                         | 20"55                  |
| 400 m piani (dettagli) | Valente Mendoza                                                                | 45"63     | Mikhail Litvin                                                          | 45"77     | Gardeo Isaacs                                                         | 45"89                  |
| 800 m piani (dettagli) | Mohamed Belbachir                                                              | 1'47"02   | Moad Zahafi                                                             | 1'47"64   | Lukas Hodbod                                                          | 1'47"97                |
| 1500 m piani (dettagli) | Michał Rozmys                                                                  | 3'53"67   | Jan Friš                                                                | 3'53"95   | Joonas Rinne                                                          | 3'54"02                |
| 5000 m piani (dettagli) | Jonas Raess                                                                    | 14'03"10  | Yann Schrub                                                             | 14'03"24  | Robin Hendrix                                                         | 14'04"06               |
| 10000 m piani (dettagli) | Mokofane Kekana                                                                | 29'29"43  | Hiroki Abe                                                              | 29'30"01  | Adriaan Wildschutt                                                    | 29'36"39               |
| 110 m ostacoli (dettagli) | Gabriel Constantino                                                            | 13"22     | Wilhem Belocian                                                         | 13"30     | Shunsuke Izumiya                                                      | 13"49                  |
| 400 m ostacoli (dettagli) | Alison dos Santos                                                              | 48"57     | Sokwakhana Zazini                                                       | 48"73     | Patryk Dobek                                                          | 48"99                  |
| 3000 m siepi (dettagli) | Mounaime Sassioui                                                              | 8'30"24   | Rantso Mokopane                                                         | 8'30"37   | Ashley Smith                                                          | 8'33"60                |
| Staffetta 4×100 m (dettagli) | ' Giappone Daisuke Miyamoto Yoshihiro Someya Jun Yamashita Bruno Dede          | 38"92     | Cina Jiang Jiehua Jiang Hengnan Wang Yu Xuan Dajun                      | 39"01     | Corea del Sud Gyuhyeong Lee Seunghwan Ko Ilhwan Mo Sie Young Park     | 39"31                  |
| Staffetta 4×400 m (dettagli) | Messico Fernando Arodi Vega Jose Ricardo Jimenez Edgar Ramírez Valente Mendoza | 3'02"89   | Sudafrica Gardeo Isaacs Zakhiti Nene Kefilwe Mogawana Sokwakhana Zazini | 3'03"23   | Polonia Wiktor Suwara Dariusz Kowaluk Kajetan Duszyński Patryk Dobek  | 3'03"35                |
| Mezza maratona (dettagli) | Akira Aizawa                                                                   | 1h05'15"  | Taisei Nakamura                                                         | 1h05'27"  | Tatsuhiko Itō                                                         | 1h05'48"               |
| Mezza maratona a squadre (dettagli) | Giappone Akira Aizawa Tasei Nakamura Tatsuhiko Itō                             | 3h16'30"  | Turchia Saffet Elkatmış Ferhat Bozkurt Ersin Tekal                      | 3h24'47"  | Danimarca Jacob Sommer Simonsen Frederik Ernst Martin Egebjerg Olesen | 3h30'29"               |
| Marcia 20 km (dettagli) | Kōki Ikeda                                                                     | 1h22'49"  | Masatora Kawano                                                         | 1h23'20"  | Yūta Koga                                                             | 1h23'35"               |
| Marcia 20 km a squadre (dettagli) | Giappone Kōki Ikeda Masatora Kawano Yūta Koga                                  | 4h09'44"  | Corea del Sud Joo Hyun-myeong Kim Min-gyu Kim Nak-hyun                  | 4h46'21"  | Medaglia non assegnata                                                | Medaglia non assegnata |
| Salto in alto (dettagli) | Tihomir Ivanov                                                                 | 2,30 m    | Alperen Acet                                                            | 2,24 m    | Adrijus Glebauskas                                                    | 2,24 m                 |
| Salto con l'asta (dettagli) | Ernest John Obiena                                                             | 5,76 m    | Torben Blech                                                            | 5,76 m    | Ben Joren Broeders                                                    | 5,51 m                 |
| Salto in lungo (dettagli) | Yuki Hashioka                                                                  | 8,01 m    | Yann Randrianasolo                                                      | 7,95 m    | Darcy Roper                                                           | 7,90 m                 |
| Salto triplo (dettagli) | Nazim Babayev                                                                  | 16,89 m   | Mateus de Sá                                                            | 16,57 m   | Alexsandro de Melo                                                    | 16,57 m                |
| Getto del peso (dettagli) | Konrad Bukowiecki                                                              | 21,54 m   | Andrew Liskowitz                                                        | 20,49 m   | Uziel Muñoz                                                           | 20,45 m                |
| Lancio del disco (dettagli) | Matthew Denny                                                                  | 65,27 m   | Alin-Alexandru Firfirica                                                | 63,74 m   | Henning Prufer                                                        | 63,52 m                |
| Lancio del martello (dettagli) | Özkan Baltacı                                                                  | 75,98 m   | Serhii Reheda                                                           | 74,27 m   | Taylor Campbell                                                       | 73,86 m                |
| Lancio del giavellotto (dettagli) | Andrian Mardare                                                                | 82,40 m   | Edis Matusevičius                                                       | 80,07 m   | Ma Qun                                                                | 79,62 m                |
| Decathlon (dettagli) | Aaron Booth                                                                    | 7827 p.   | Alexander Diamond                                                       | 7593 p.   | Suttisak Singkhon                                                     | 7511 p.                |
| record mondiale; record mondiale stagionale; record africano; record asiatico; record europeo; record nord-centroamericano e caraibico; record sudamericano; record oceaniano; record delle Universiadi; record nazionale; record personale; record personale stagionale. |                                                                                |           |                                                                         |           |                                                                       |                        |

### Donne
| Specialità | Oro                                                                            | Risultato | Argento                                                           | Risultato | Bronzo                                                                      | Risultato |
| --- | ------------------------------------------------------------------------------ | --------- | ----------------------------------------------------------------- | --------- | --------------------------------------------------------------------------- | --------- |
| 100 m piani (dettagli) | Dutee Chand                                                                    | 11"32     | Ajla Del Ponte                                                    | 11"33     | Lisa Kwayie                                                                 | 11"39     |
| 200 m piani (dettagli) | Kryscina Cimanoŭskaja                                                          | 23"00     | Jessica-Bianca Wessolly                                           | 23"05     | Lisa Kwayie                                                                 | 23"11     |
| 400 m piani (dettagli) | Paola Morán                                                                    | 51"52     | Leni Shida                                                        | 51"64     | Amandine Brossier                                                           | 51"77     |
| 800 m piani (dettagli) | Catriona Bisset                                                                | 2'01"20   | Christina Hering                                                  | 2'01"87   | Docus Ajok                                                                  | 2'02"31   |
| 1500 m piani (dettagli) | Caterina Granz                                                                 | 4'09"14   | Georgia Griffith                                                  | 4'09"89   | Courtney Hufsmith                                                           | 4'11"81   |
| 5000 m piani (dettagli) | Jessica Judd                                                                   | 15'45"82  | Nicole Hutchinson                                                 | 15'48"06  | Julia van Velthoven                                                         | 15'51"75  |
| 10000 m piani (dettagli) | Zhang Deshun                                                                   | 34'03"31  | Rino Goshima                                                      | 34'04"65  | Natsuki Sekiya                                                              | 34'05"84  |
| 100 m ostacoli (dettagli) | Luminosa Bogliolo                                                              | 12"79     | Reetta Hurske                                                     | 13"02     | Coralie Comte                                                               | 13"09     |
| 400 m ostacoli (dettagli) | Ayomide Folorunso                                                              | 54"75     | Zeney van der Walt                                                | 55"73     | Amalie Iuel                                                                 | 56"13     |
| 3000 m siepi (dettagli) | Alicja Konieczek                                                               | 9'41"46   | Belén Casetta                                                     | 9'43"05   | Meswat Asmare Dagnaw                                                        | 9'45"48   |
| Staffetta 4×100 m (dettagli) | Svizzera Salome Kora Sarah Atcho Ajla Del Ponte Samantha Dagry                 | 43"72     | Australia Abbie Taddeo Nana Owusu-Afriyie Riley Day Celeste Mucci | 43"97     | Nuova Zelanda Olivia Eaton Zoe Hobbs Georgia Hulls Natasha Eady             | 44"24     |
| Staffetta 4×400 m (dettagli) | Ucraina Mariia Mykolenko Anastasiia Holienieva Kateryna Klymiuk Tetiana Melnyk | 3'30"82   | Messico Frida Corona Dania Aguillon Rosa Cook Paola Moran         | 3'32"63   | Australia Genevieve Cowie Morgan Mitchell Jessie Stafford Gabriella O'Grady | 3'34"01   |
| Mezza maratona (dettagli) | Yūka Suzuki                                                                    | 1h14'10"  | Rika Kaseda                                                       | 1h14'32"  | Yūki Tagawa                                                                 | 1h14'36"  |
| Mezza maratona a squadre (dettagli) | Giappone Yūka Suzuki Rika Kaseda Yūki Tagawa                                   | 3h'43"18  | Cina Li Zhixuan Zhang Deshun Jin Mingming                         | 3h52'40"  | Sudafrica Tyle Beling Lesego Perseve Mpshe Rachel Jane Leistra              | 4h19'15"  |
| Marcia 20 km (dettagli) | Katie Hayward                                                                  | 1h33'30"  | Jemima Montag                                                     | 1h33'57"  | Anežka Drahotová                                                            | 1h35'44"  |
| Marcia 20 km a squadre (dettagli) | Australia Katie Hayward Jemima Montag Philippa Huse                            | 4h51'36"  | Ucraina Olena Sobchuk Mariia Filiuk Valentyna Myronchuk           | 4h58'02"  | Cina Wang Na Liu Yu Su Wenxiu                                               | 4h59'53"  |
| Salto in alto (dettagli) | Julija Čumačenko                                                               | 1,94 m    | Iryna Gerashchenko                                                | 1,94 m    | Imke Onnen                                                                  | 1,91 m    |
| Salto con l'asta (dettagli) | Roberta Bruni                                                                  | 4,46 m    | Rachel Baxter                                                     | 4,41 m    | Bridget Guy                                                                 | 4,41 m    |
| Salto in lungo (dettagli) | Maryna Bech-Romančuk                                                           | 6,84 m    | Evelise Veiga                                                     | 6,61 m    | Florentina Iușco                                                            | 6,55 m    |
| Salto triplo (dettagli) | Olha Korsun                                                                    | 13,90 m   | Evelise Veiga                                                     | 13,81 m   | Neja Filipič                                                                | 13,73 m   |
| Getto del peso (dettagli) | Sarah Mitton                                                                   | 18,31 m   | Portious Warren                                                   | 17,82 m   | Klaudia Kardasz                                                             | 17,65 m   |
| Lancio del disco (dettagli) | Daisy Osakue                                                                   | 61,69 m   | Claudine Vita                                                     | 61,52 m   | Ieva Zarankaitė                                                             | 56,75 m   |
| Lancio del martello (dettagli) | Iryna Klymets                                                                  | 71,25 m   | Malwina Kopron                                                    | 70,89 m   | Katarzyna Furmanek                                                          | 69,68 m   |
| Lancio del giavellotto (dettagli) | Liveta Jasiūnaitė                                                              | 60,36 m   | Haruka Kitaguchi                                                  | 60,15 m   | Eda Tuğsuz                                                                  | 59,75 m   |
| Eptathlon (dettagli) | Miia Sillman                                                                   | 6209 p.   | Marthe Koala                                                      | 6121 p.   | Caroline Agnou                                                              | 5844 p.   |
| record mondiale; record mondiale stagionale; record africano; record asiatico; record europeo; record nord-centroamericano e caraibico; record sudamericano; record oceaniano; record delle Universiadi; record nazionale; record personale; record personale stagionale. |                                                                                |           |                                                                   |           |                                                                             |           |

## Medagliere
| Pos.   | Paese             |    |    |    | Totale |
| ------ | ----------------- | -- | -- | -- | ------ |
| 1      | Giappone          | 8  | 6  | 5  | 19     |
| 2      | Ucraina           | 5  | 3  | 0  | 8      |
| 3      | Australia         | 4  | 4  | 2  | 10     |
| 4      | Brasile           | 4  | 1  | 2  | 7      |
| 5      | Italia            | 4  | 0  | 0  | 4      |
| 6      | Polonia           | 3  | 1  | 4  | 8      |
| 7      | Messico           | 3  | 1  | 1  | 5      |
| 8      | Svizzera          | 2  | 1  | 1  | 4      |
| 9      | Sudafrica         | 1  | 6  | 4  | 11     |
| 10     | Germania          | 1  | 4  | 4  | 9      |
| 11     | Cina              | 1  | 2  | 2  | 5      |
| 12     | Turchia           | 1  | 2  | 1  | 4      |
| 13     | Lituania          | 1  | 1  | 2  | 4      |
| 14     | Canada            | 1  | 1  | 1  | 3      |
| 14     | Finlandia         | 1  | 1  | 1  | 3      |
| 16     | Marocco           | 1  | 1  | 0  | 2      |
| 17     | Nuova Zelanda     | 1  | 0  | 1  | 2      |
| 17     | Gran Bretagna     | 1  | 0  | 1  | 2      |
| 19     | Algeria           | 1  | 0  | 0  | 1      |
| 19     | Azerbaigian       | 1  | 0  | 0  | 1      |
| 19     | Bielorussia       | 1  | 0  | 0  | 1      |
| 19     | Bulgaria          | 1  | 0  | 0  | 1      |
| 19     | Filippine         | 1  | 0  | 0  | 1      |
| 19     | India             | 1  | 0  | 0  | 1      |
| 19     | Moldavia          | 1  | 0  | 0  | 1      |
| 26     | Francia           | 0  | 3  | 2  | 5      |
| 27     | Stati Uniti       | 0  | 2  | 1  | 3      |
| 28     | Portogallo        | 0  | 2  | 0  | 2      |
| 29     | Rep. Ceca         | 0  | 1  | 2  | 3      |
| 30     | Corea del Sud     | 0  | 1  | 1  | 2      |
| 30     | Romania           | 0  | 1  | 1  | 2      |
| 30     | Uganda            | 0  | 1  | 1  | 2      |
| 33     | Argentina         | 0  | 1  | 0  | 1      |
| 33     | Burkina Faso      | 0  | 1  | 0  | 1      |
| 33     | Kazakistan        | 0  | 1  | 0  | 1      |
| 33     | Trinidad e Tobago | 0  | 1  | 0  | 1      |
| 37     | Belgio            | 0  | 0  | 2  | 2      |
| 38     | Danimarca         | 0  | 0  | 1  | 1      |
| 38     | Etiopia           | 0  | 0  | 1  | 1      |
| 38     | Irlanda           | 0  | 0  | 1  | 1      |
| 38     | Norvegia          | 0  | 0  | 1  | 1      |
| 38     | Paesi Bassi       | 0  | 0  | 1  | 1      |
| 38     | Slovenia          | 0  | 0  | 1  | 1      |
| 38     | Thailandia        | 0  | 0  | 1  | 1      |
| Totale | Totale            | 50 | 50 | 50 | 150    |